# Гусейнова, Фатьма Рза кызы
Фатьма Рза кызы Гусейнова (азерб. Fatma Rza qızı Hüseynova; род. 1939, Аджикабульский район) — советский азербайджанский хлопковод, Герой Социалистического Труда (1981).

## Биография
Родилась в 1939 году в семье крестьянина в селе Абдулян Сабирабадского района.
Начала трудовую деятельность в 1957 году рядовой колхозницей в колхозе имени Ленина Сабирабадского района, с 1973 года бригадир этого же колхоза. В 1977 году бригадир Гусейнова выдвинула предложение объединить свою бригаду с отстающей другой, и несмотря на риск предложение привели в исполнение, и уже в 1978 году объединенная бригада перевыполнила план в 2,5 раза, собрав 1100 тонн хлопка-сырца.
Указом Президиума Верховного Совета СССР от 23 февраля 1981 года за выдающиеся успехи, достигнутые в выполнении планов и социалистических обязательств 1980 года и десятой пятилетки по увеличению производства и продажи государству зерна, хлопка, винограда и других продуктов земледелия и животноводства, Гусейновой Фатьме Рза кызы присвоено звание Героя Социалистического Труда с вручением ордена Ленина и золотой медали «Серп и Молот».
Распоряжением Президента Азербайджанской Республики от 2 октября 2002 года, за большие заслуги в области науки и образования, культуры и искусства, экономики и государственного управления Азербайджана, Гусейновой Фатьме Рза кызы предоставлена персональная стипендия Президента Азербайджанской Республики.
Ныне председатель Каратепинского муниципалитета Сабирабадского района. В 2016 году бригада знатного хлопковода получила урожай хлопка в 35 центнеров с каждого гектара, в поле размером 15 гектаров.
Активно участвует в общественно-политической жизни страны. Депутат Верховного Совета Азербайджанской ССР девятого созыва, избрана от Покровского избирательного округа № 318, член Президиума ВС республики. Депутат Верховного Совета СССР 10-го созыва, избрана от Сабирабадского избирательного округа в Совет Национальностей. В 1980-х входила в бюро Сабирабадского райкома КП Азербайджана.

## Награды
- Герой Социалистического Труда (23 февраля 1981 года)[3]
- Два ордена Ленина (1976 год; 23 февраля 1981 года)[3]
- Орден «Знак Почёта» (1972 год)[3]
- Медаль «За трудовое отличие»[3]
- Орден «Труд» I степени (21 декабря 2017 года) — за заслуги в развитии сельского хозяйства в Азербайджанской Республике[4]